# Doug Russell
Douglas Albert "Doug" Russell, född 20 februari 1946 i New York, är en amerikansk före detta simmare.
Russell blev olympisk guldmedaljör på 100 meter fjäril vid sommarspelen 1968 i Mexico City.